# Montmartin-sur-Mer
Montmartin-sur-Mer è un comune francese di 1 338 abitanti situato nel dipartimento della Manica nella regione della Normandia.

## Società

### Evoluzione demografica
Abitanti censiti